# Zaheu din Ierusalim
Zaheu din Ierusalim (n. secolul I d.Hr., Palestina, Iordania – d. 116 d.Hr., Ierusalim, Palestina romană⁠(d)) este un sfânt creștin din secolul al II-lea venerat de bisericile romano-catolice și ortodoxe orientale. Cunoscut și ca Zaharia, el a fost al patrulea episcop al Ierusalimului. Ziua praznicului este 23 august.
Potrivit lui Eusebiu, el a fost un creștin evreu. Se cunosc puține lucruri despre viața sa, deși este recunoscut ca sfânt. 
Episcopia sa a fost probabil în anii 112-116, când se pare că a murit. 